# Hard-Off
Hard-Off ist das fünfte Studioalbum der US-amerikanischen Alternative-Rock-Band Bloodhound Gang. Es erschien am 18. Dezember 2015 über Jimmy Franks Recording Company und 10 Jahre nach dem Vorgänger Hefty Fine und enthält 11 Lieder.
Wie auch bei den Vorgängeralben sind hier wieder Lieder verschiedener Genres zu hören, die von Hip-Hop-Elementen bis zu Techno reichen. Themen wie Durchfall und das Verhältnis zu Frauen werden auch diesmal humorvoll verarbeitet. Hard-Off erschien als CD, als Download und in limitierter Auflage auch als Schallplatte, die jedoch nicht im Handel zu kaufen sind, sondern nur auf der offiziellen Website von der Band bestellt werden können.

## Produktion
Im Oktober 2008 verließ Leadgitarrist Lüpüs Thünder die Band. Dazu gab die Bloodhound Gang bekannt, dass Lüpüs sich dazu entschieden habe, nicht mehr mit der Band zu touren. Daniel P. Carter, zuvor Leadgitarrist bei A, stieß zu der Band. In einem Radio-Interview in Boston verriet Jimmy Pop, dass die Band an einem neuen Album arbeite, welches 10 bis 12 Lieder enthalten werde. Verschiedene Medien berichteten, dass das neue Album Getting Laid on a School Bus heißen werde, erscheinen werde es 2012. Am 4. Dezember 2011 sagte Jimmy Pop, dass 25–30 (allerdings unvollständige) Lieder aufgenommen worden seien, von denen letztendlich 10 bis 12 fertig aufgenommen auf dem neuen Album zu hören sein werden. Ende 2010 veröffentlichte die Band das Lied Altogether Ooky. Dieses Lied ist jedoch nicht auf dem neuen Album, sondern auf dem im Dezember 2010 erschienenen Greatest-Hits-Album Show Us Your Hits zu hören.

## Cover
Auf dem Cover ist eine ältere, stark geschminkte Frau oben ohne vor hellblauem Hintergrund zu sehen. Sie blickt seitlich aus dem Bild hinaus. Das Cover ähnelt dem des Vorgängeralbums Hefty Fine, auf dem ein nackter, stark übergewichtiger Mann abgebildet ist.

## Titelliste
| #   | Titel                              | Beschreibung | Länge |
| --- | ---------------------------------- | --- | ----- |
| 1.  | My Dad Says That’s For Pussies     | Bei diesem rockigen Opener erklärt Jimmy Pop, dass Dinge wie „Fair-Trade-Kaffee“, Leichtbier, Klopapier, Büchereien und das Anbringen von Fliegenschutz laut seinem Vater für „Pussies“ seien, was sinngemäß übersetzt „Schwuchtel“ bzw. „Weichei“ bedeutet. Zudem könne man mit „ungeladenen Waffen“ keinen Spaß haben. | 2:53  |
| 2.  | Dimes                              | Hier beschreibt Jimmy, wie toll er sei und dass er dazu prädestiniert ist, Songs zu schreiben, die die „Frauen zum Tanzen“ bringen. Dieses Lied ist dem House bzw. Techno-Genre zuzuordnen und hat Ähnlichkeit mit Uhn Tiss Uhn Tiss Uhn Tiss, der zweiten Singleauskopplung aus dem Vorgängeralbum Hefty Fine. Es kam als Single auf den Markt. | 4:27  |
| 3.  | American Bitches                   | Auch dieser Song wurde als Single veröffentlicht und thematisiert US-amerikanische „leichte Mädchen“, die umgangssprachlich auch „Bitches“ genannt werden. Jimmy schwärmt von 18-jährigen „Bomben“ und wirft dem Hörer vor, neidisch zu sein, weil er keine Bitches abbekomme. | 3:46  |
| 4.  | Chew Toy                           | Dieses Lied ist an eine nicht namentlich genannte Frau gerichtet, die das „Tier“ in einem weckt. Wurde als Single veröffentlicht. | 3:15  |
| 5.  | Uncool As Me (feat. Joey Fatone)   | Das einzige Lied mit einem Feature auf dem Album. Zusammen mit Joey Fatone, ehemaliges Mitglied der Boygroup NSYNC, macht Jimmy sich über Boybands lustig (Zitat: „Hey du, du tanzt wie diese Arschlöcher, die ich gesehen habe!“). Ironisch geben Joey und Jimmy sich im Duett abwechselnd abwertende Kommentare über einander ab. Wurde auch als Single veröffentlicht. | 3:40  |
| 6.  | Clean Up In Aisle Sexy             | In verschlüsselten Anspielungen wird versucht, eine Frau zum Sex zu überreden. Eine weitere Singleauskopplung des Albums. Erwähnenswert ist der Satz „Gestapo no macht schnell“ am Ende des Liedes. | 2:52  |
| 7.  | Diary Of A Stranger                | Dieser Song ist eine Hommage und gleichzeitig eine Veralberung der Neuen Deutschen Welle und des Dark-Wave-Genres, denn Durchfall ist hier das Hauptthema. Auf Deutschland wird, wie auch bei Clean Up In Aisle Sexy, mit Strophen wie „I came from Düsseldorf“ und „Hausgemachter Toilettensalat“ Bezug genommen. | 3:46  |
| 8.  | Socially Awkward Penguin           | Der einzige weitestgehend „ernste“ Song auf dem Album. Es wird die Geschichte eines Teenagers oder Mannes aus der Ich-Perspektive erzählt, in der er sich nicht traut, ein bestimmtes hübsches Mädchen bzw. eine bestimmte hübsche Frau anzusprechen, dementsprechend macht er sich Vorwürfe oder versinkt in Selbstmitleid. Schließlich ringt er sich dazu durch, dem Mädchen/der Frau zuzuwinken und sie winkt tatsächlich zurück, allerdings stellt der Teenager/Mann fest, dass das Winken einem anderen, gut aussehenden Mann galt. | 3:17  |
| 9.  | Think Outside The Box              | Hier erzählt Jimmy von Frauen bzw. Groupies, die für ihn leicht zu haben seien und die er nach Belieben für seine sexuellen Vorlieben ausnutzen könne und dies auch tue, hält dies gleichzeitig jedoch für bedenklich und singt am Ende des Liedes, dass man Frauen von „Typen wie ihm“ lieber fernhalten solle. | 4:16  |
| 10. | We’re Gonna Bring The Party To You | Wie der Titel dieses Stücks bereits verrät, geht es hier darum, dass die Bloodhound Gang die Party zu den Leuten bringt und für ausgelassene Stimmung sorgt. Dieses Lied wird schreiend vorgetragen und ist das längste auf dem gesamten Album. | 5:00  |
| 11. | Bumblebees                         | Das Outro des Albums ist kein Lied, sondern eine Ankündigung der Band. „When bumblebees find out, what we call them. There's going to be hell to pay.“ Hummeln heißen im Englischen Bumblebees, wobei „bumble“ schusselig bedeutet. Also schusselige Biene. Nach einer Pause von schätzungsweise 46 Sekunden fordert Jimmy den Hörer auf, eine Nummer zwischen Eins und Zehn zu ziehen. Anschließend teilt Jimmy mit, dass der Hörer die Nummer sieben gezogen habe und man seine Meinung nun nicht ändern solle.                        | 1:20  |

## Kritik
| Professionelle Bewertungen | Professionelle Bewertungen |
| -------------------------- | -------------------------- |
| Kritiken                   |                            |
| Quelle                     | Bewertung                  |
| laut.de                    | [ 3 ]                      |
| ultimateGuitar.com         | 3.3/10                     |
| Heavy Pop                  | [ 5 ]                      |

Hard-Off wurde von den Medien überwiegend negativ bewertet. Christian Kollasch von laut.de schrieb, dass die Bloodhound Gang dort weiter „kotze und pisse“, wo sie bei ihrem letzten Studioalbum Hefty Fine aufgehört haben. Die Band gebe ideenlosen Quatsch von sich, zudem höre man auf den Stücken Dimes und Chew Toy dumpfe Bumms-Beats gepaart mit „Billo-Synthies“. Das Lied American Bitches sei belangloses Geklimper, und Uncool As Me sei das Highlight des Albums. Bei dem Song Diary Of A Stranger kritisierte Kollasch Jimmy Pops Lyrics, die „schrottiger“ kaum sein könnten, dennoch könne er sich einen Lacher nicht verkneifen. Socially Awkward Penguin sei ein akzeptabler Ohrwurm. Hard-Off wirke wie ein Haufen Mist, der aus der Vergangenheit auftauche und erwachsene Männer über Fäkalhumor wieder zum Lachen bringen würde. Dies brauche zwar niemand mehr, tue aber auch niemandem weh. Abschließend bezeichnete Kollasch Hard-Off als einen „peinlichen Partyfüller“.
Redakteur Oliver von der österreichischen Website Heavy Pop kritisierte die Albumstruktur, die seiner Meinung nach zu keinem Zeitpunkt fließend sei. Hard-Off mache eher den Eindruck eines ermüdenden Wechselspiels zweier EPs. Während die rockigen Nummern am ehesten an die alten Tage erinnern würden, seien die technolastigen Lieder konterkariert und aufdringlich und kämen an den Witz von Liedern wie Uhn Tiss Uhn Tiss Uhn Tiss nicht ran. Hard-Off sei eine Platte, die zwischen „charmanten Bagatellen“ und billigen Ausfällen pendele, Leadsänger Jimmy Pop habe sein Gespür für Melodien zwar nicht verloren, wisse allerdings nicht mehr, es in Szene zu setzen. Abschließend schrieb Oliver, dass man die Band weiterhin nicht ernst nehmen, sie aber auch nicht mehr insgeheim gut oder unterhaltsam finden könne. Hard-Off sei ein Album, was selbst für eine Band wie die der Bloodhound Gang unwürdig erscheine.